# Terebovlea, Ucraina
Terebovlea (în ucraineană Теребовля) este orașul raional de reședință al raionului Terebovlea din regiunea Ternopil, Ucraina. În afara localității principale, mai cuprinde și satul Borîcivka.

## Demografie
Componența lingvistică a orașului Terebovlea
     Ucraineană (98,57%)
     Rusă (1,26%)
     Alte limbi (0,11%)
Conform recensământului din 2001, majoritatea populației orașului Terebovlea era vorbitoare de ucraineană (98,57%), existând în minoritate și vorbitori de rusă (1,26%).